# Adam Krieger

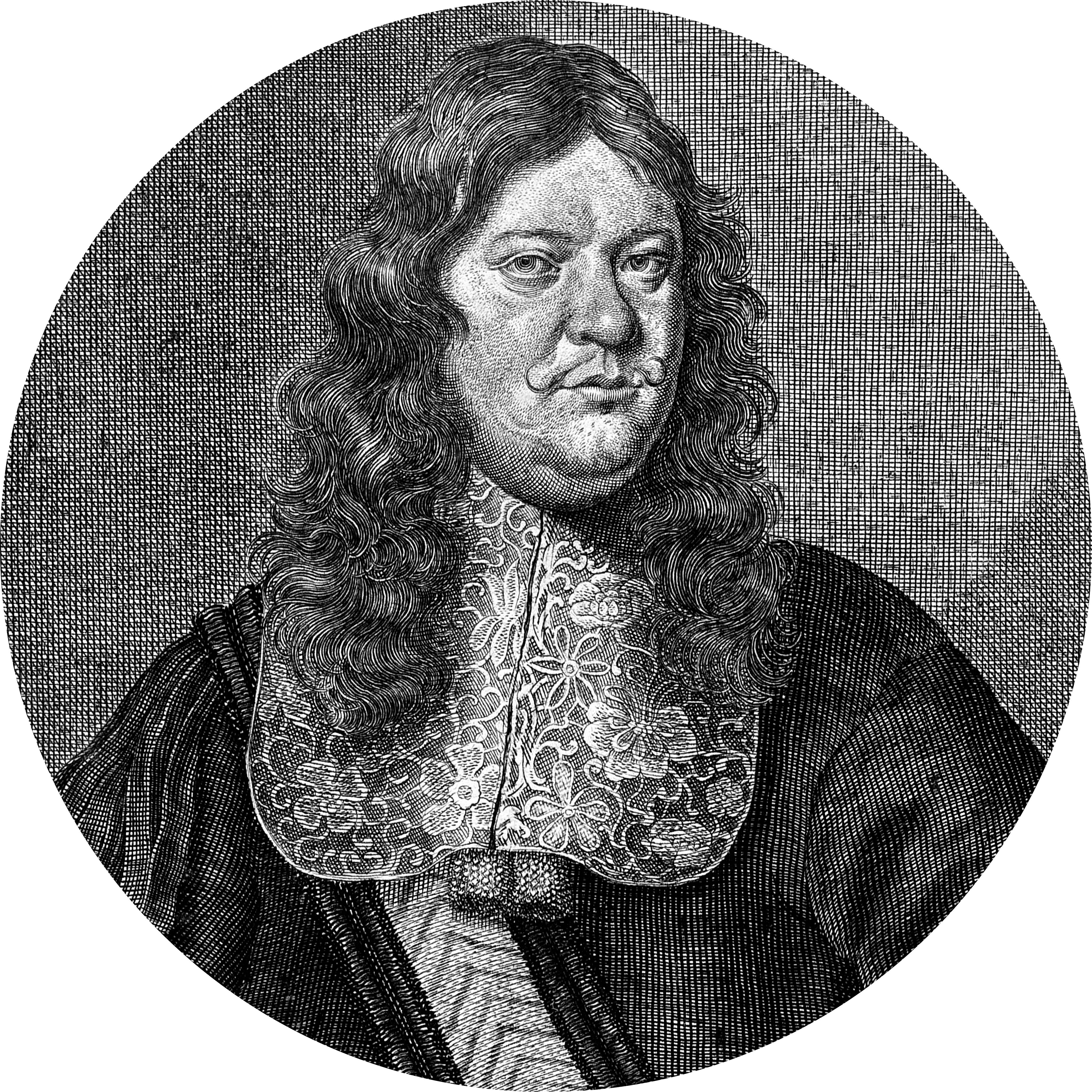
Adam Krieger

Adam Krieger (ur. 7 stycznia 1634 w Drezdenku, zm. 30 czerwca 1666 w Dreźnie) – niemiecki kompozytor i poeta, uczeń Samuela Scheidta, mistrz niemieckiej pieśni zwrotkowej.